# Asclepíades Farmació
Asclepíades Farmació (en llatí Asclepiades Pharmacion, en grec antic Ἀσκληπιάδης Φαρμακίων), també conegut com a Asclepíades el Jove (Asclepiades Juvenis) va ser un metge que probablement va viure al final del segle i o començament del segle ii, ja que cita a Andròmac, Dioscòrides Pedaci, Escriboni Llarg i ell mateix és citat per Galè.
El seu sobrenom era degut al seu gran coneixement en farmàcia, i sobre aquest tema va escriure una obra dividida en 10 llibres, cinc de remeis externs i cinc d'interns. Galè cita aquesta obra diverses vegades, i sempre amb admiració.